# Monhystera bothriolaima
Monhystera bothriolaima är en rundmaskart som beskrevs av Steiner 1916. Monhystera bothriolaima ingår i släktet Monhystera och familjen Monhysteridae. Inga underarter finns listade i Catalogue of Life.